# Drewno okrągłe

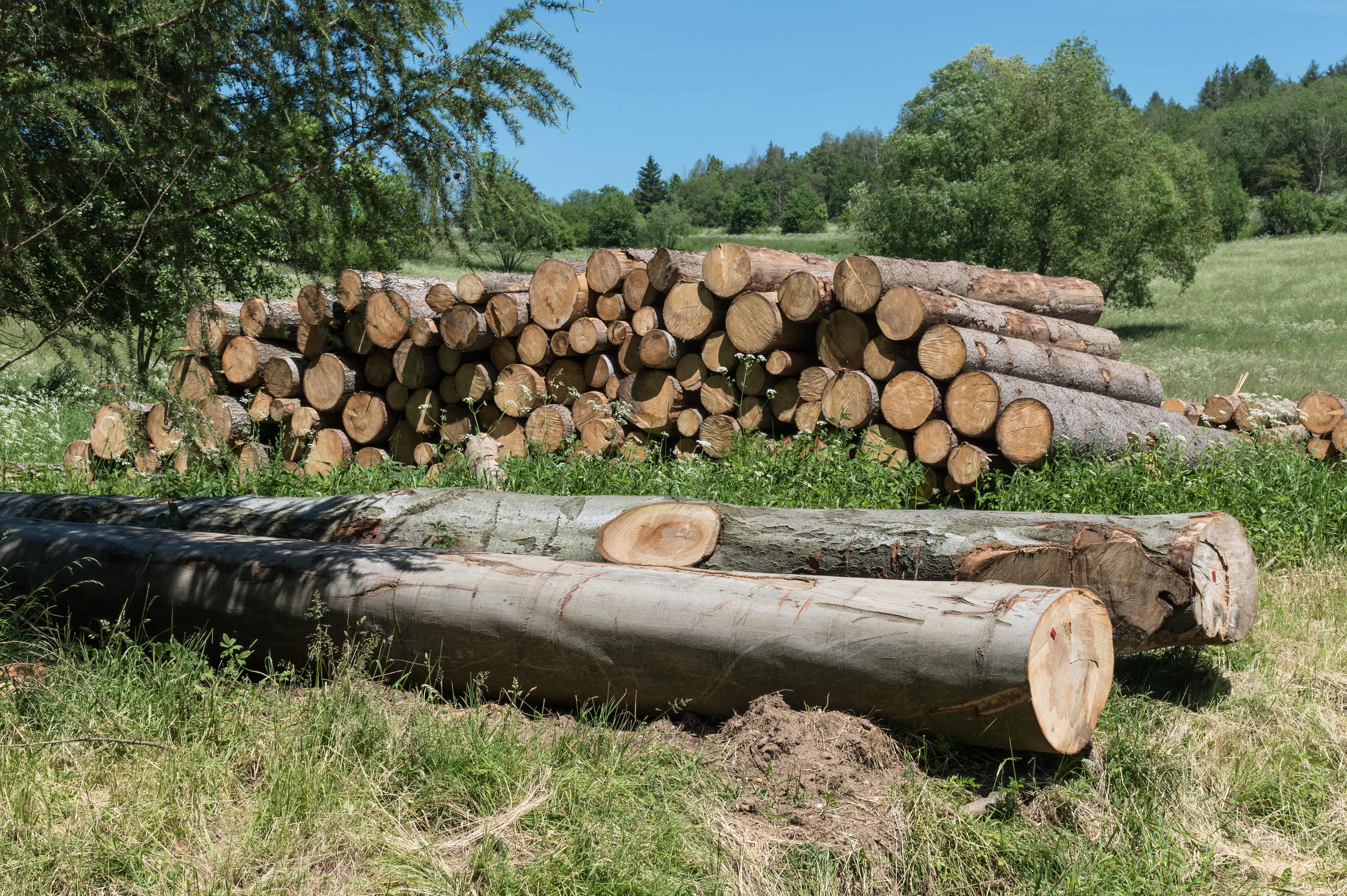
Składowanie drewna okrągłego

Drewno okrągłe – pień lub element korony drzewa bez wierzchołka i gałęzi, nieprzetarty wzdłużnie, okorowany lub nie, pozyskany w stanie okrągłym. Drewno takie może być zastosowane jako słupy, pale, stemple itp. albo jako drewno tartaczne.

## Rodzaje
W zależności od średnicy pnia i jego długości (podział regulowany jest przepisami określonymi Polskimi Normami) rozróżnia się drewno okrągłe:
- drewno wielkowymiarowe
  - dłużyca – grubizna o długości minimum 9,0 m dla gatunków iglastych; 6,0 m dla gatunków liściastych
  - kłoda – grubizna o długości 2,50 – 8,90 (iglasta) i 2,50 – 5,90 (liściasta)
  - wyrzynek – grubizna o mniejszych długościach
- drewno średniowymiarowe
  - żerdzie – drewno o średnicy 7 – 14 cm
- drewno małowymiarowe

Poza tym:
- według norm przeznaczeniowych: surowiec sklejkowy, tartaczny i okleinowy
- według norm klasowych: A, B, C i D